# Laut verkünde unsre Freude
Kleine Freimaurer-Kantate
Laut verkünde unsre Freude (Annoncez à haute voix notre joie), en do majeur, K. 623, est une cantate composée par Wolfgang Amadeus Mozart à Vienne, et terminée le 15 novembre 1791.

## Historique
L'œuvre a été écrite sur commande de la loge maçonnique « Zur neugekrönten Hoffnung » (« L'espérance couronnée »), à laquelle Mozart appartenait et ce à l'occasion du changement de son siège. Le vénérable maître était alors le comte Johann Esterházy, chambellan impérial et royal.
Il s'agit de l'une des dernières œuvres écrites par Mozart, et elle a été créée le 18 novembre de cette année dans cette loge, sous la direction du compositeur. Mozart a dû s'aliter deux jours après la création, et est décédé deux semaines plus tard, le 5 décembre. À sa mort, la partition de la cantate a été publiée par la loge au bénéfice de la veuve du compositeur sous le titre de Kleine Freimaurer-Kantate.
Quant à l'auteur du texte, on sait qu'il était membre de la loge, sans qu'on puisse préciser exactement qui : diverses sources donnent Emanuel Schikaneder comme auteur, mais le plus probable est que le texte soit l'œuvre de Karl Ludwig Giesecke, ainsi que le soutient H. C. Robbins Landon.
Cette cantate a été adaptée par le compositeur Max Schönherr avec des paroles de Paula von Preradović pour devenir l'hymne national de l'Autriche Land der Berge, Land am Strome.

## Structure
La cantate comporte 4 mouvements :
1. Chœur (Allegro, en do majeur, à , 72 mesures - partition)
2. Récitatif - Aria (Andante, en sol majeur, à , 107 mesures - partition)
3. Récitatif - Duetto (Andante, en fa majeur, à 
, 100 mesures - partition)
4. Chœur (Allegro, en do majeur, à , 43 mesures - partition)

Durée : environ 16 minutes

## Instrumentation
| Orchestration de la cantate Laut verkünde unsre Freude, K. 623        |
| Voix                                                                  |
| 2 ténors, chœur d'hommes (TTB)                                        |
| Cordes                                                                |
| premiers violons, seconds violons, altos, violoncelles, contrebasses, |
| Bois                                                                  |
| 1 flûte, 2 hautbois                                                   |
| Cuivres                                                               |
| 2 cors en ut (en sol dans l'Andante)                                  |